# 파켓 아바나 사건
파켓 아바나 사건(Paquete Habana.; The Lola, 175 U.S. 677 (1900))은 국제법 상 유명한 판결로 국제관습법에 기한 법규 존중의 원칙을 세운 미국연방 대법원의 판결이다.

## 사실관계
1898년 미국 스페인 전쟁중 전쟁발발사실과 봉쇄에 대하여 그 사실을 전혀 알지 못하고 쿠바 연안에서 어로작업을 하던 파켓 하바나호와 로라호라는 쿠바 선박이 연안에서 무저항으로 전리품으로 몰수됐다. 이에 쿠바가 미국에 대해 손해배상청구소송을 제기한 사건이다.

## 쟁점사항
전쟁 중 중립국 선박의 몰수 가능성

## 판시사항
미국 연방대법원은 국제관습법으로 성숙된 관행에 의하면 이와 같이 포획된 선박은 몰수로부터 면제된다고 해 원고에게 선박 및 화물에 대한 손해배상을 지불하도록 판시했다.

## 관련사항
미국 연방대법원은 이 사례에서 국제관습법에 당연한 국내적 효력을 인정했다.